# Inlands Torpe tingslag
Inlands Torpe tingslag var före 1928 ett tingslag i Göteborgs och Bohus län i Inlands domsaga (från 1857). Tingsplatser var i Holmen i Västerlanda socken.
Tingslaget omfattade häraderna Inlands Torpe härad. 
Tingslaget bildades 1681 och uppgick 1 januari 1928 i Inlands norra tingslag för Hjärtums socken/landskommun och Inlands södra tingslag för Västerlanda socken/landskommun.